# Pont terrestre
Pour un article plus général, voir Isthme.

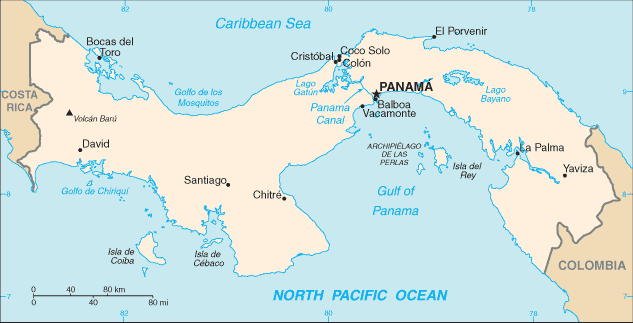
L'isthme de Panama est un pont terrestre vieux de trois millions d'années qui a permis le grand échange interaméricain.

Un pont terrestre ou pont de terre, en biogéographie, est un isthme ou une large bande de terre entre deux zones qui seraient autrement séparées, ce qui permet aux animaux terrestres et aux plantes de traverser et de coloniser de nouvelles terres. Les ponts terrestres peuvent être créés par une régression marine dans laquelle le niveau des mers baisse, faisant apparaitre des portions du plateau continental peu profondes, qui étaient légèrement submergées ou lorsque de la terre émerge par la tectonique des plaques, ou parfois lorsque le plancher de la mer remonte à cause du rebond post-glaciaire, après une période glaciaire.

## Principaux exemples
Les principaux exemples sont :
- Le pont terrestre de Béring, qui reliait l'Asie par intermittence à l'Amérique du Nord, suivant que le niveau de la mer montait ou descendait sous l'effet du poids de la glace ;
- L'isthme de Panama, dont l'apparition il y a trois millions d'années a permis le grand échange faunique interaméricain ;
- La péninsule du Sinaï, entre l'Afrique et l'Eurasie ;
- Le Doggerland, une ancienne masse continentale du sud de la mer du Nord qui reliait la Grande-Bretagne à l'Europe continentale au cours de la dernière ère glaciaire.

D'autres ponts terrestres sont plus hypothétiques, fondés sur des arguments paléontologiques (parenté d'espèces actuelles ou fossiles trouvées sur des terres aujourd'hui séparées par une étendue d'eau) et géologiques (des hauts-fonds, notamment), mais sans preuve formelle. C'est par exemple le cas :
- du GAARlandia, qui aurait relié au Paléogène, via l'île de GrANoLA, les Grandes Antilles à l'Amérique du Sud.
- d'un pont terrestre intermittent entre l'Afrique et Madagascar qui aurait pu permettre la colonisation de l'île par sa faune terrestre[1].

## Théorie du pont terrestre
Au XIXe siècle, un certain nombre de scientifiques ont noté d'énigmatiques similitudes géologiques et zoologiques entre des zones très éloignées. Pour résoudre ces problèmes, « ... chaque fois que les géologues et les paléontologues n'ont pas d'explication pour les similitudes transocéaniques évidentes de vie qu'ils ont constaté lors de leurs découvertes de gisements de fossiles, ils aiguisent leurs crayons et esquissent des ponts terrestres entre les continents appropriés ». Le concept a été d'abord proposé par Jules Marcou dans les « Lettres sur les roches du Jura ». 
Ces ponts terrestres hypothétiques sont les suivants : 
- Lémurie dans l'océan Indien ;
- Archiboreis dans l'Atlantique Nord ;
- Archatlantis des Antilles à l'Afrique du Nord ;
- Archhelenis du Brésil à l'Afrique du Sud ;
- Archigalenis de l'Amérique centrale grâce à Hawaii vers l'Asie du Nord ;
- Archinotis de l'Amérique du Sud vers l'Antarctique.

Tous ces ponts sont devenus obsolètes avec l'acceptation progressive de la dérive des continents et le développement de la tectonique des plaques au milieu du XXe siècle.